# Комо (Міссісіпі)
Комо (англ. Como) — місто (англ. town) в США, в окрузі Пенола штату Міссісіпі. Населення — 1118 осіб (2020).

## Географія
Комо розташоване за координатами 34°30′49″ пн. ш. 89°56′24″ зх. д. / 34.51361° пн. ш. 89.94000° зх. д. (34.513561, -89.939947).  За даними Бюро перепису населення США в 2010 році місто мало площу 4,92 км², з яких 4,89 км² — суходіл та 0,02 км² — водойми.

## Демографія
Згідно з переписом 2010 року, у місті мешкало 1279 осіб у 532 домогосподарствах у складі 343 родин. Густота населення становила 260 осіб/км².  Було 591 помешкання (120/км²).
Расовий склад населення:
| - 72,7 % — чорних або афроамериканців - 26,7 % — білих |

До двох чи більше рас належало 0,5 %. Частка іспаномовних становила 0,2 % від усіх жителів.
За віковим діапазоном населення розподілялося таким чином: 24,4 % — особи молодші 18 років, 57,3 % — особи у віці 18—64 років, 18,3 % — особи у віці 65 років та старші. Медіана віку мешканця становила 40,9 року. На 100 осіб жіночої статі у місті припадало 83,8 чоловіків;  на 100 жінок у віці від 18 років та старших — 80,7 чоловіків також старших 18 років.
Середній дохід на одне домашнє господарство  становив 48 751 долар США (медіана — 29 514), а середній дохід на одну сім'ю — 63 217 доларів (медіана — 34 884). За межею бідності перебувало 23,4 % осіб, у тому числі 20,4 % дітей у віці до 18 років та 24,2 % осіб у віці 65 років та старших.
Цивільне працевлаштоване населення становило 494 особи. Основні галузі зайнятості: освіта, охорона здоров'я та соціальна допомога — 21,1 %, мистецтво, розваги та відпочинок — 20,2 %, виробництво — 20,0 %.